# Union Hill (Illinois)
Union Hill est un village du comté de Kankakee dans l'Illinois, aux États-Unis,. Situé à l'ouest du comté, il est incorporé le 1er mars 1904.

## Démographie
Lors du recensement de 2010, le village comptait une population de 58 habitants. Elle est estimée, en 2016, à 56 habitants.

## Source de la traduction
- (en) Cet article est partiellement ou en totalité issu de l’article de Wikipédia en anglais intitulé « Union Hill, Illinois » (voir la liste des auteurs).